# Elza Canta e Chora Lupi
Elza Canta e Chora Lupi é o terceiro álbum ao vivo da cantora e compositora brasileira Elza Soares, lançado em 2016 pela Coqueiro Verde e com produção musical de Eduardo Neves.

## Produção
Com produção musical e arranjos de Eduardo Neves, Elza Canta e Chora Lupi foi gravado no Theatro São Pedro em Porto Alegre no mês de dezembro de 2014. A apresentação foi uma homenagem aos 100 anos de Lupicínio Rodrigues. A banda que acompanhou Elza foi formada por Antônio Neves (bateria), Gabriel Ballesté (guitarra), Ganriel Menezes (baixo) e Danilo Andrade (piano e teclado).

## Lançamento
Elza Canta e Chora Lupi foi lançado em 2016 pela Coqueiro Verde em um combo de CD+DVD. A obra também foi disponibilizada em canais de streaming.

## Prêmios e indicações
Ganhou o prêmio de Melhor Álbum do Ano na 28ª edição do Prêmio da Música Brasileira em 2017.

## Faixas
A seguir lista-se as faixas de Elza Canta e Chora Lupi:
1. "Exemplo"
2. "Esses moços"
3. "Nunca"
4. "Loucura"
5. "Ela disse-me assim"
6. "Quem há de dizer"
7. "Vou brigar com ela"
8. "Vingança"
9. "Jardim da saudade"
10. "Cadeira vazia"
11. "Volta"
12. "Amigo ciúme"
13. "Caixa de ódio"
14. "Eu não sou louco"
15. "Se acaso você chegasse"
16. "Nervos de aço"
17. "Felicidade"